# Trolle-Ljungby distrikt
Trolle-Ljungby distrikt är ett distrikt i Kristianstads kommun och Skåne län. 
Distriktet ligger vid kusten, öster om Kristianstad. 

## Tidigare administrativ tillhörighet
Distriktet inrättades 2016 och utgörs av socknen Trolle-Ljungby i Kristianstads kommun.
Området motsvarar den omfattning Trolle-Ljungby församling hade vid årsskiftet 1999/2000.